# I Want You (Bob Dylan-låt)
I Want You är en låt skriven och lanserad av Bob Dylan. Den kom först ut på skivan Blonde on Blonde 1966, där den var öppningsspår på sida 2. Den släpptes även som singel med "Just Like Tom Thumb's Blues" som b-sida och nådde 20:e plats på Billboards singellista. Singelversionen är några sekunder kortare än albumversionen. 
Dylans munspel har en prominent plats genom låten liksom Al Koopers elorgel. I textens verser nämns ett stort antal skruvade figurer, såsom en "skyldig begravningsentreprenör" (the guilty undertaker), en "berusad politiker" (drunken politician), "sovande frälsare" (sleeping saviours), "spader dam" (the queen of spades) "gråtande fäder" (weeping fathers) och "ett dansande barn med kinesisk kostym" (the dancing child with his Chinese suit). Den sistnämnda figuren har ibland antagits vara Brian Jones i The Rolling Stones, eftersom Dylan sjunger "time was on his side", vilket kan vara en anspelning på låten "Time Is On My Side", som Rolling Stones hade en hitsingel med 1964. I refrängen, som i stort sett är låttiteln, är Dylan mer rakt på sak än i verserna; "jag vill ha dig".

## Listplaceringar
| Lista (1966)   | Position               |
| -------------- | ---------------------- |
| Kanada         | 24 (RPM)               |
| Nederländerna  | 19                     |
| Storbritannien | 16                     |
| Sverige        | 16 (Kvällstoppen)      |
| Sverige        | 10 (Tio i topp)        |
| USA            | 20 (Billboard Hot 100) |

## Album
- Blonde on Blonde - 1966
- Bob Dylan's Greatest Hits - 1967
- Masterpieces - 1978
- At Budokan - 1979
- Biograph - 1985
- Dylan & the Dead - 1988

## Covers
- James Blunt
- Ralph McTell
- Sophie B. Hawkins
- The Hollies
- Ola and the Janglers